# Polla
Polla é uma comuna italiana da região da Campania, província de Salerno, com cerca de 5.347 habitantes. Estende-se por uma área de 47 km², tendo uma densidade populacional de 114 hab/km². Faz fronteira com Atena Lucana, Auletta, Brienza (PZ), Caggiano, Corleto Monforte, Pertosa, Sant'Angelo Le Fratte (PZ), Sant'Arsenio.
Era conhecida como Fórum Popílio durante o período romano.

## Demografia
| Variação demográfica do município entre 1861 e 2011                               |
|                                                                                   |
| Fonte: Istituto Nazionale di Statistica (ISTAT) - Elaboração gráfica da Wikipedia |